# Diocesi di Castro
La diocesi di Castro (in latino Dioecesis Castrensis in Tuscia) è una sede soppressa e sede titolare della Chiesa cattolica.

## Storia
Incerta e discussa è l'origine della diocesi di Castro. Secondo Ferdinando Ughelli la diocesi sarebbe sorta per il trasferimento della sede vescovile dalla distrutta città di Vulci; altri autori invece, tra cui Duchesne, Silvestrelli e Lanzoni, ritengono che Castro divenne diocesi dopo la distruzione ad opera dei Longobardi di Bisenzio sul lago di Bolsena.
Duchesne crede di individuare l'esistenza della diocesi di Bisenzio già nei Dialoghi di Gregorio Magno, dove si parla di Quadragesius, Buxentinae ecclesiae subdiaconus, termine da interpretare come Bisentinae (Bisenzio) e non Volcentinae (Vulci), come sostiene Ughelli. All'arrivo dei Longobardi, gli abitanti si trasferirono in una località chiamata Castrum Valentini, cui apparterrebbe il vescovo Custodito, che con il titolo di episcopus ecclesiae Castrovalentanae prese parte al concilio romano indetto da papa Agatone nel 680. Nel 743 apparirebbe l'antico titolo con Anderamo (o Auderamo), Bisuntianus episcopus, che prese parte ad un concilio romano celebrato da papa Zaccaria. Con il vescovo Lanfrido, presente ad un altro sinodo romano nel 769, appare il titolo di episcopus Castri, che rimarrà fino al XVII secolo.
La primitiva cattedrale della diocesi era la chiesa di San Pancrazio, come si evincerebbe dalla bolla di papa Leone IX indirizzata nel 1053 al vescovo Ottone, sede poi trasferita nella chiesa di Santa Maria dentro le mura della città, fino alla costruzione nel XIII secolo della nuova cattedrale di San Savino, consacrata il 29 aprile 1286 dal vescovo Bernardo II.
Il capitolo della cattedrale era composto da una dignità, l'arcidiacono, e da un gruppo di canonici, che passarono da cinque nel 1564, a sei nel 1597 e infine a sette nel 1619. Secondo quanto stabilito dal sinodo indetto dal vescovo Celso Paci nel 1582, all'arcidiacono spettava la cura delle anime nella cattedrale e nella collegiata dei Santi Giovanni e Andrea di Canino; il capitolo inoltre aveva l'obbligo dell'abitazione in comune e di «andare con abito et tonsura conveniente allo stato loro». «Il Capitolo si riuniva periodicamente in sagrestia, secondo consuetudine, "al suono della campanella" per deliberare circa le questioni riguardanti le necessità della cattedrale, le cerimonie sacre, i riti e soprattutto l'elezione o la conferma degli ufficiali.»
Dagli archivi della curia vescovile di Castro, conservati ad Acquapendente, si evince che in diocesi erano attive tre confraternite: la confraternita di San Giovanni Evangelista, istituita prima del 1528, che aveva sede nella chiesa di San Giovanni, nei pressi della cattedrale, e che aveva anche l'amministrazione dell'adiacente ospedale per i poveri e i pellegrini; la confraternita della Misericordia, fondata nel 1543 con sede nella chiesa di San Pancrazio, a cui era stata unita la confraternita del Nome di Dio; e la confraternita del Santissimo Sacramento, con sede nella cattedrale.
Nel 1542 papa Paolo III unì l'abbazia del Santo Sepolcro di Acquapendente alla mensa vescovile di Castro; da questo momento i vescovi di Castro saranno abati commendatari del Santo Sepolcro. Secondo Nanni, quest'unione è il motivo che agevolò il trasferimento della sede ad Acquapendente al momento della soppressione della diocesi di Castro.
La fine della diocesi è determinata dal contesto storico in cui la città venne a trovarsi a partire dal XVI secolo, quando il ducato di Castro fu conteso tra il papato e la casa Farnese. Castro venne prima saccheggiata da Odoardo I Farnese nel 1641, e poi definitivamente distrutta dalle truppe di papa Innocenzo X nel 1649. Decisivo fu l'episodio dell'assassinio del vescovo Cristoforo Giarda, nominato dallo stesso papa senza informare Ranuccio II Farnese, subentrato ad Odoardo; il responsabile dell'omicidio fu, per Innocenzo X, proprio Ranuccio, e questo portò alla guerra che sancì la totale distruzione della città.
Il 13 settembre 1649 con la bolla In supremo militantis di papa Innocenzo X la sede vescovile fu trasferita ad Acquapendente, città contestualmente scorporata dalla diocesi di Orvieto.
Dal 1968 Castro è annoverata tra le sedi vescovili titolari della Chiesa cattolica; dal 28 dicembre 2005 il vescovo titolare è Patrick Kieran Lynch, SS.CC., già vescovo ausiliare di Southwark.

## Cronotassi

### Vescovi
- Custodito † (menzionato nel 680)
- Teodoro † (menzionato nel 715)[11]
- Anderamo † (menzionato nel 743)
- Lanfrido † (menzionato nel 769)
- San Bernardo I † (VIII/IX secolo)
- Giordano † (menzionato nell'853)
- Berardo ? † (menzionato nel 964)[12]
- Gisilberto † (menzionato nel 968)[12]
- Giovanni † (menzionato nel 969)[13]
- Benedetto I † (menzionato nel 1015)
- Giovanni I † (menzionato nel 1027)
- Alberto † (menzionato nel 1036)
- Godizone † (menzionato nel 1042)[12]
- Ottone † (menzionato nel 1053)[12]
- Anselmo † (menzionato nel 1060)
- Adamo † (menzionato tra il 1133 e il 1142)[14]
- Pietro I † (menzionato nel 1179)
- Anonimo † (menzionato nel 1201)
- Rolando † (prima del 1206 - dopo il 1207)
- Ruggero Calcagnini, O.P. † (prima del 1244 - dopo il 1253)
- Angelo I † (menzionato nel 1274)
- Ermanno † (18 luglio 1278 - ? deceduto)[15]
- Bernardo II † (24 aprile 1285 - circa 1294 deceduto)
- Gaetano Baliganto † (? - circa 1296 deceduto)
- Rufino † (9 agosto 1296 - ? deceduto)
- Pietro II † (7 aprile 1308 - 1309 deceduto)
- Giacomo I † (11 aprile 1309 - 14 maggio 1311 nominato vescovo di Nola)
- Gregorio Bonfili, O.E.S.A. † (9 maggio 1311 - 1321 deceduto)
- Pietro III, O.E.S.A. † (8 gennaio 1322 - ? deceduto)
- Giacomo II, O.F.M. † (30 gennaio 1331 - 1352 deceduto)
- Stefano † (18 gennaio 1353 - 1º gennaio 1363 deceduto)
- Paolo Guiducci † (22 aprile 1364 - ? deceduto)
- Giovanni Cambaruti † (18 luglio 1373 - dopo il 1377 deposto)
- Angelo Gozzadini † (1380 - 1383 deceduto)
- Giovanni II † (1384 - ? deceduto)
- Benedetto II † (11 aprile 1394 - 1395 deceduto)
- Giovanni III † (prima del 1401 - ? deceduto)
- Pietro IV, O.E.S.A. † (15 gennaio 1420 - ? deceduto)
- Angelo II † (9 maggio 1429 - 1437 deceduto)
- Marco Cobello † (11 dicembre 1437 - ? deceduto)
- Antonio † (31 marzo 1463 - 30 ottobre 1467 nominato vescovo di Civita Castellana e Orte)
- Daniele da Forlì, O.F.M. † (30 ottobre 1467 - ?)
- Giacomo Romanesci, O.F.M. † (4 maggio 1468 - ? deceduto)
- Michele da Viterbo † (18 agosto 1469 - dopo il 1478 deceduto)
- Tito Veltri † (10 novembre 1480 - 30 aprile 1511 dimesso)
  - Gabriele Mascioli, O.E.S.A. † (30 aprile 1511 - 1518 dimesso) (amministratore apostolico)
- Giorgio Uberti † (12 aprile 1518 - 1528 dimesso)
- Leone Leonici † (20 agosto 1529 - 1532 dimesso)
- Francesco Boscheni † (17 aprile 1532 - 1535 deceduto)
- Ludovico Magnasco di Santa Fiora † (20 ottobre 1535 - 6 luglio 1543 nominato vescovo di Assisi)
- Girolamo Maccabei † (6 luglio 1543 - 1568 dimesso)
- Francesco Cittadini † (19 novembre 1568 - gennaio 1581 deposto)
- Celso Paci † (13 gennaio 1581 - 7 maggio 1591 deceduto)
- Lorenzo Celsi † (19 luglio 1591 - 1603 deceduto)
- Giovanni Ambrogio Caccia † (26 febbraio 1603 - 1611 dimesso)
- Alessandro Rossi † (31 gennaio 1611 - 9 luglio 1614 nominato vescovo di Parma)
- Antonio Massa † (24 novembre 1614 - 31 ottobre 1616 deceduto)
- Ireneo Brassavola, O.F.M. † (9 gennaio 1617 - 1621 deceduto)
- Alessandro Carissimi † (15 dicembre 1621 - settembre 1631 deceduto)
- Pompeo Balbani † (19 gennaio 1632 - 1639 deceduto)
- Alberto Giunti † (10 settembre 1640 - 1648 deceduto)
- Cristoforo Giarda, B. † (18 maggio 1648 - 18 marzo 1649 deceduto)

### Vescovi titolari
- Edgar Aristide Maranta, O.F.M.Cap. † (19 dicembre 1968 - 29 gennaio 1975 deceduto)
- Estanislao Esteban Karlic † (6 giugno 1977 - 19 gennaio 1983 nominato arcivescovo coadiutore di Paraná)
- Juan Antonio Ugarte Pérez (18 agosto 1983 - 15 marzo 1997 nominato prelato di Yauyos)
- Rimantas Norvila (28 maggio 1997 - 5 gennaio 2002 nominato vescovo di Vilkaviškis)
- Patrick Kieran Lynch, SS.CC., dal 28 dicembre 2005